# Переходная кривая

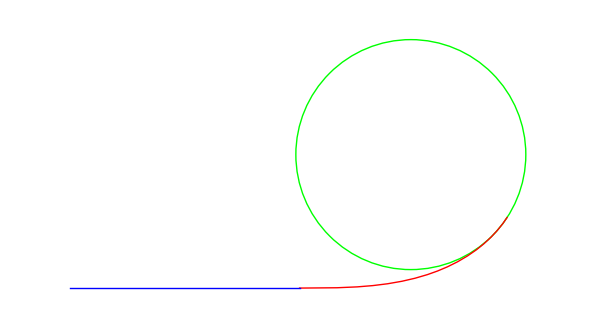

Перехо́дная крива́я (ПК) — элемент плана дороги, которым сопрягаются путевые прямые с круговыми кривыми и круговые кривые между собой.

## Предназначение

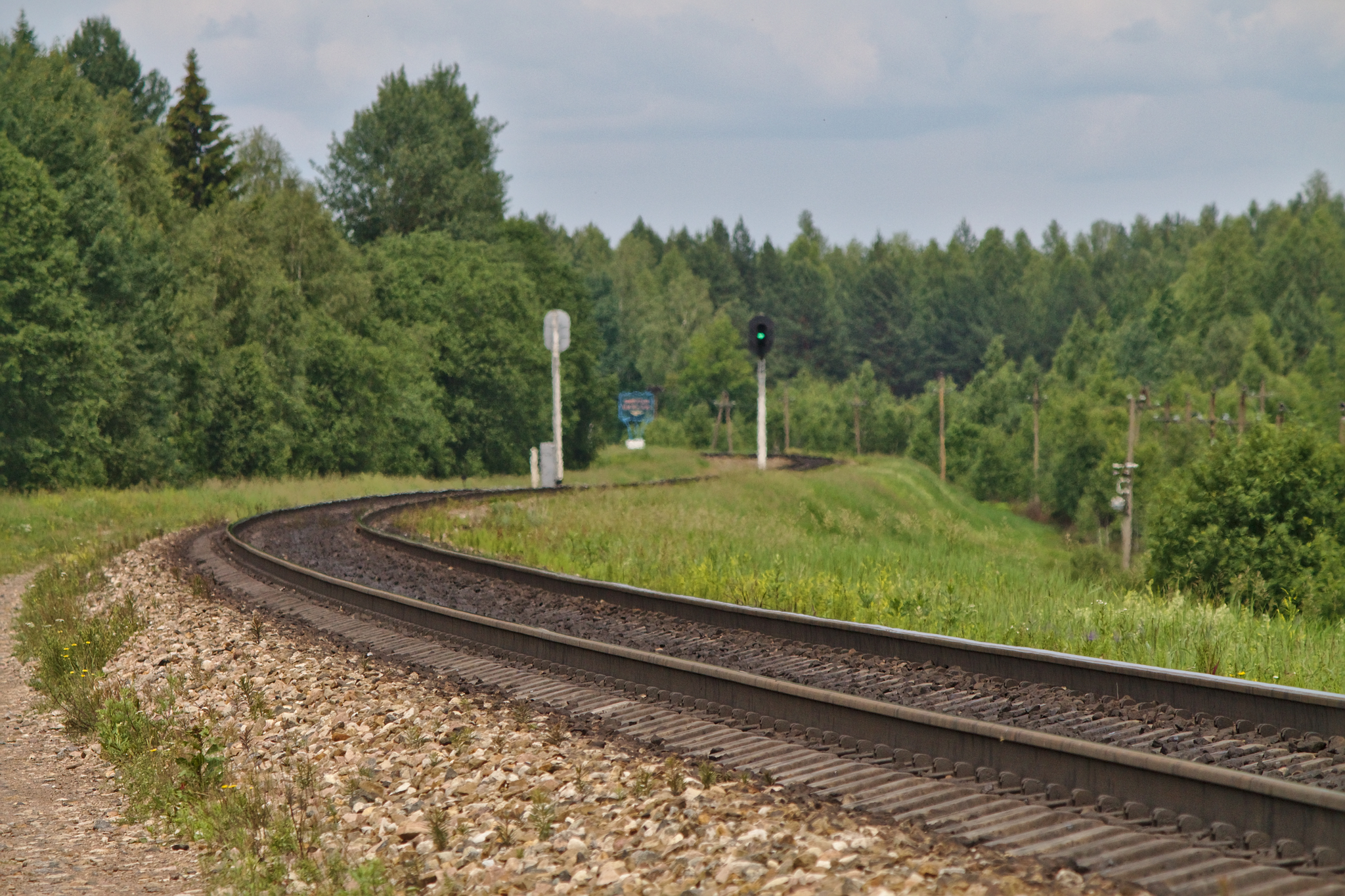
Две кривых на железнодорожном пути

Переходная кривая используется для того, чтобы кривизна трассы изменялась плавно, а не скачкообразно в месте сопряжения элементов пути с разной кривизной (прямая и круговая кривая, круговые кривые разных радиусов или направленные в разные стороны в виде буквы S (обратные кривые)). При резком изменении кривизны пути поперечные силы, действующие на транспортное средство, изменяются скачкообразно, что приводит к повышенному динамическому воздействию на дорогу (путь) и экипажную часть, увеличивая их износ, повышает вероятность вылета за пределы дороги (схода с рельсов) или опрокидывания транспортного средства и вызывает дискомфорт у пассажиров.
Особенно важно устройство переходных кривых при высоких скоростях движения, применении путевых кривых малого радиуса, тяжёлом подвижном составе, пропуске длиннобазового подвижного состава (особенно ПС с длинной жёсткой базой, например паровозов).

## Расчёт переходной кривой
Переходную кривую рассчитывают таким образом, чтобы в своём начале она имела кривизну, равную нулю как у прямой, а потом плавно меняла кривизну, в конце достигая значения, равного кривизне круговой кривой (и наоборот для схода с виража). Поскольку переходная кривая является частью виража, на ней обеспечивается нарастающий поперечный уклон дорожного полотна (подъём внешнего рельса на рельсовых дорогах) до уровня, равного уклону на круговой кривой (и наоборот для схода с виража).
В качестве переходных чаще всего применяют следующие кривые:
- Клотоида — функция с переменной кривизной, растущей линейно пропорционально пройденному расстоянию. Наиболее часто применяемая кривая, стандартная для российских железных дорог и других стран бывшего СССР.
- Кубическая парабола иногда применяется для неответственных участков дороги как более простая для расчётов.
- Кадиоида[1][2][3] — имеет определённые преимущества перед клотоидой при учёте подтормаживания транспортного средства на вираже.[источник не указан 2770 дней]
- Венская дуга[нем.], лучше остальных учитывающая динамику движения транспортного средства[4]. В частности, она перед поворотом немного отклоняется в противоположную повороту сторону с одновременным нарастанием поперечного уклона, чтобы центр масс транспортного средства, возвышающийся над дорогой, вошёл в кривую максимально гладко.